# Geislingen (powiat Zollernalb)
Geislingen – miasto w Niemczech, w kraju związkowym Badenia-Wirtembergia, w rejencji Tybinga, w regionie Neckar-Alb, w powiecie Zollernalb, wchodzi w skład wspólnoty administracyjnej Balingen. Leży ok. 3 km na zachód od Balingen.